# چنگر نوک‌سرخ آمریکایی
چنگر نوک‌سرخ آمریکایی یا چنگر نوک‌سرخ معمولی آمریکایی (نام علمی: Gallinula galeata)، پرنده‌ای از خانواده یلوگان است. در ژوئیه ۲۰۱۱ توسط اتحادیه پرنده‌شناسان آمریکا از چنگر نوک‌سرخ معمولی جدا شد. در پیرامون باتلاق‌ها، برکه‌ها، کانال‌ها و سایر تالاب‌های قاره آمریکا با پوشش گیاهی خوب زندگی می‌کند. این گونه در مناطق قطبی یا بسیاری از جنگل‌های بارانی گرمسیری یافت نمی‌شود. در جاهای دیگر، چنگر نوک‌سرخ آمریکایی احتمالاً رایج‌ترین گونه یلوه در بیشتر مناطق آمریکای شمالی است، به جز چنگر آمریکایی در برخی مناطق.

## نگارخانه

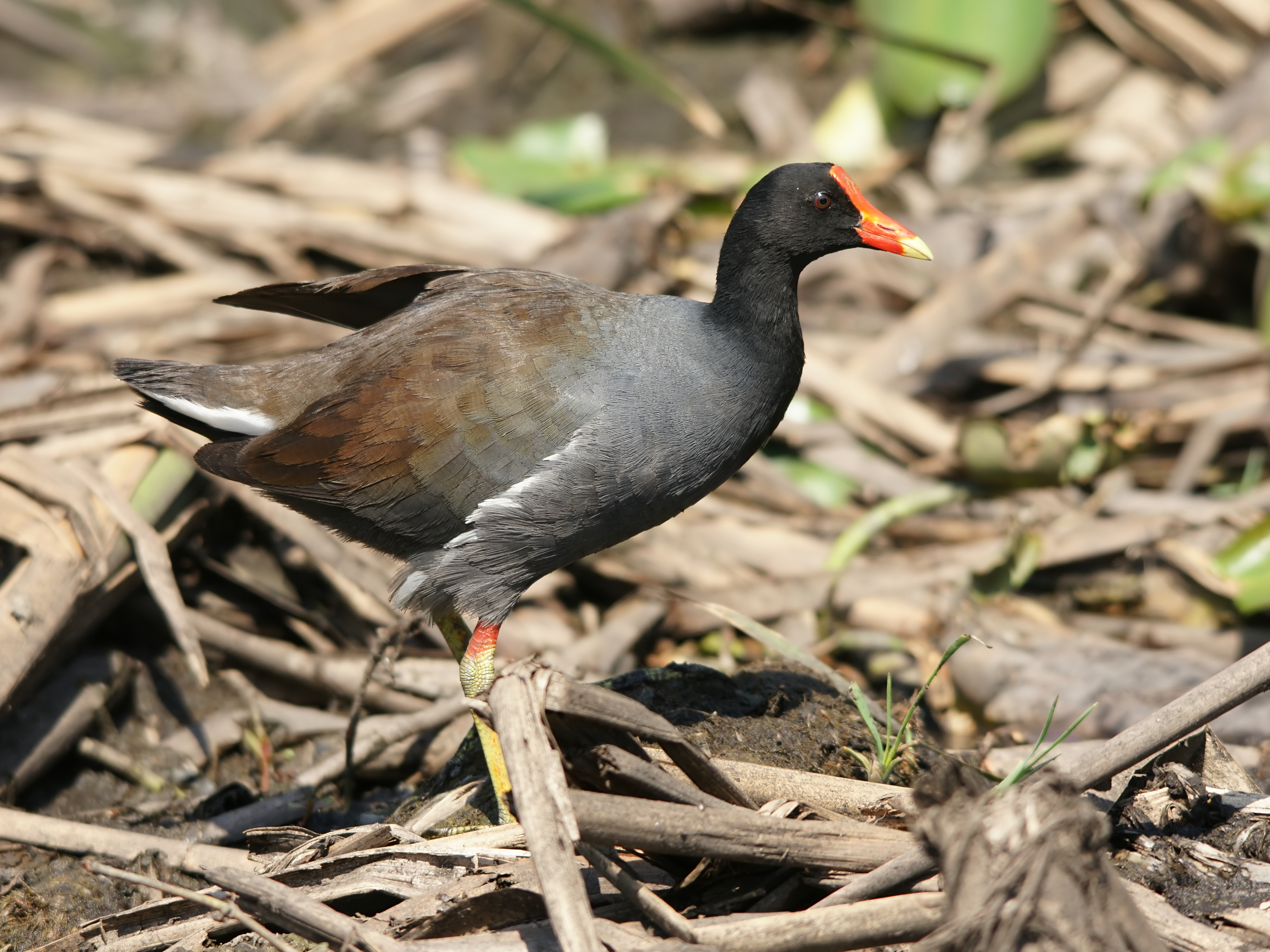
پارک ملی اورگلیدز
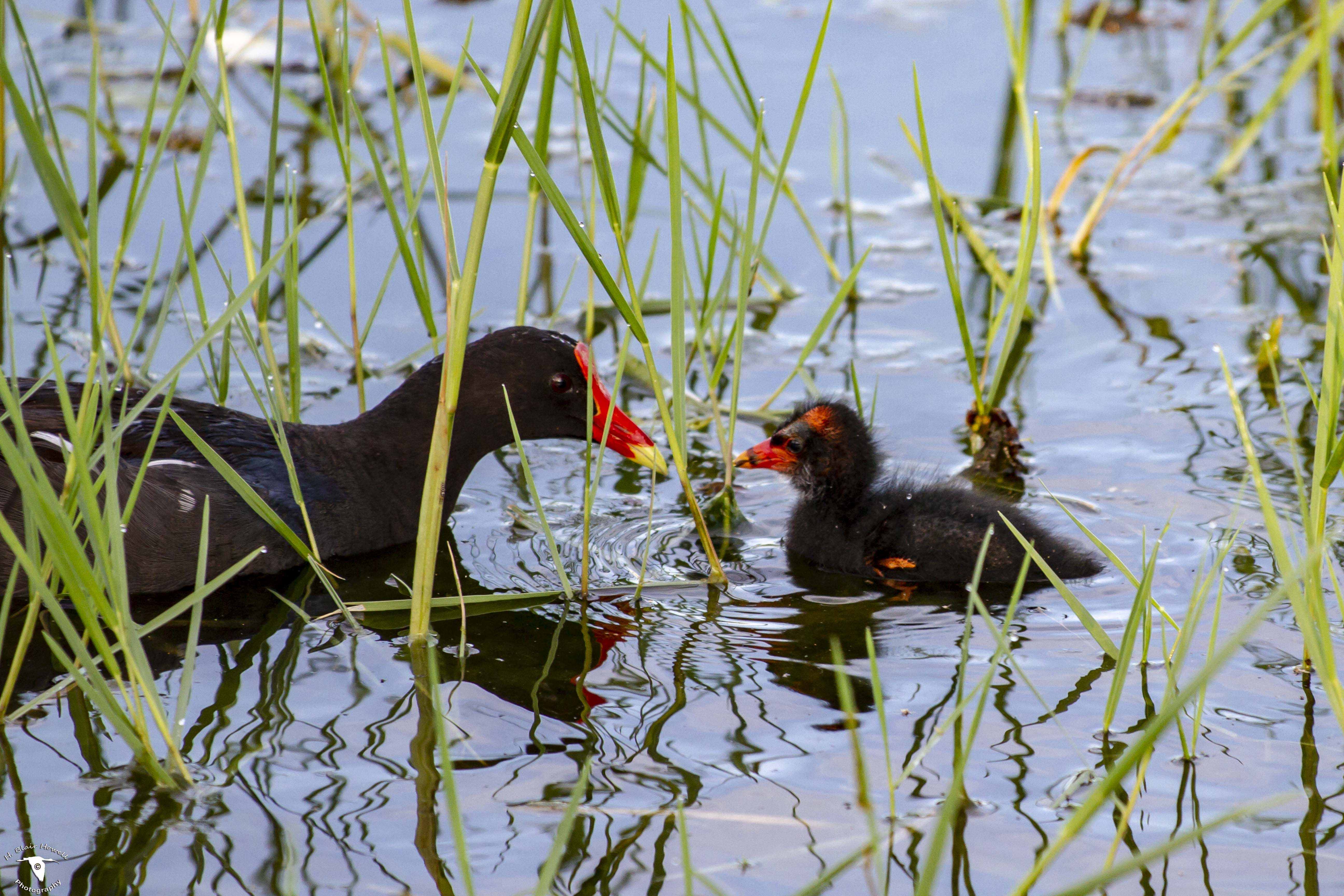
بزرگسال با جوجه، فلوریدا
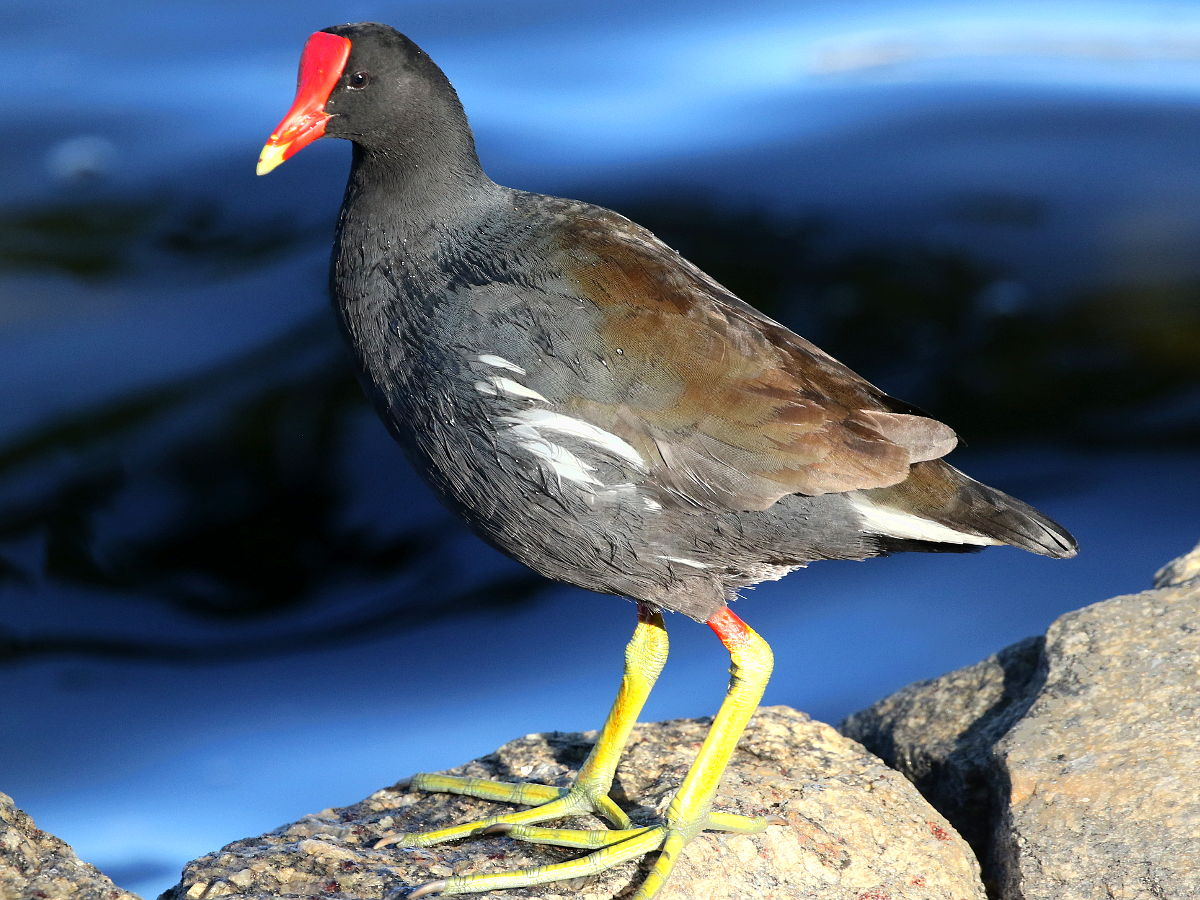
تالاب رودریگو د فریتاس، برزیل
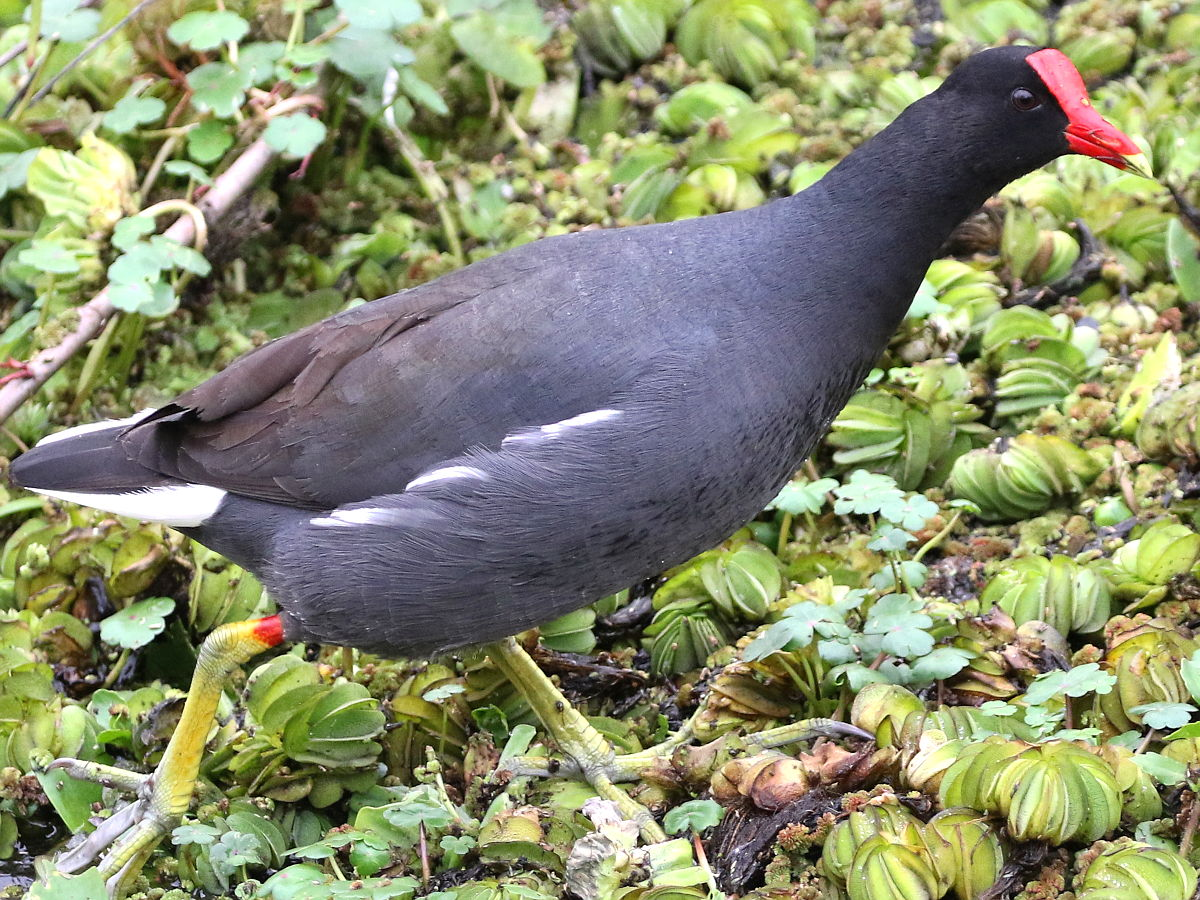
ذخیره‌گاه زیست‌محیطی کوستانرا سور، آرژانتین